# ألفارو بينا
ألفارو بينا (15 نوفمبر 1906 بالبرتغال - ) هو لاعب كرة قدم برتغالي في مركز الدفاع. شارك مع منتخب البرتغال لكرة القدم. أما مع النوادي، فقد لعب مع نادي بايرنسيه.

## وصلات خارجية
- ألفارو بينا على موقع قاعدة بيانات كرة القدم.إي يو (الإنجليزية)
- ألفارو بينا على موقع عالم كرة القدم.نت (الإنجليزية)